# فرماندهی آماد و پشتیبانی شمال‌غرب نزاجا
فرماندهی آماد و پشتیبانی شمال‌غرب نزاجا یا فرماندهی آماد و پشتیبانی منطقه ۴ نزاجا یگانی است که لجستیک نظامی همه یگان‌های نیروی زمینی ارتش ایران را در استان‌های شمال غرب کشور به عهده دارد. تأمین مواد غذایی (برنج، آرد، قند، چای و …) و وسایل شخصی (شامل پوشاک، وسایل بهداشتی)، کلیه ساز و برگ نظامی انفرادی و آماده‌سازی و پشتیبانی تجهیزات مهندسی رزمی و تعمیر و تجهیز خودروهای نظامی، پشتیبانی جنگ‌افزار و مهمات در منطقه چهارم آمادی نیروی زمینی ارتش وظیفه این فرماندهی است.
همه آمادگاه‌ها و زاغه‌های مهمات نیروی زمینی ارتش در استان‌های شمال‌غربی ایران زیر نظر این فرماندهی اداره می‌شوند. ستاد فرماندهی این یگان در شهر مراغه قرار دارد.